# 僮阳郡
僮阳郡，中国南北朝时设置的郡。
南朝梁天监五年（506年）废僮县置，治所在怀文县（今江苏省沭阳县）。东魏武定七年（549年），东魏攻占此地，同年改名沭阳郡。 